# Cygnus CRS Orb-2
Cygnus CRS Orb-2 (inna nazwa Orbital Sciences CRS Flight 2) – misja statku transportowego Cygnus, wykonana przez prywatną firmę Orbital Sciences Corporation na zlecenie amerykańskiej agencji kosmicznej NASA w ramach programu CRS w celu zaopatrzenia Międzynarodowej Stacji Kosmicznej. W tej misji wykorzystany został statek nazwany S.S. Janice Voss na cześć zmarłej astronautki Janice Voss.

## Przebieg misji
Start misji Cygnusa miał miejsce 13 lipca 2014 roku o 16:52:14 czasu UTC. Do wyniesienia statku na orbitę wykorzystana została rakieta Antares 120, która wystartowała z kompleksu startowego LP-0A kosmodromu Mid-Atlantic Regional Spaceport.
Cygnus S.S. Janice Voss dotarł w pobliże stacji ISS 16 lipca 2014 roku. O 10:36 UTC został on uchwycony przez mechaniczne ramię Canadarm2 i następnie przyciągnięty do stacji. Cumowanie nastąpiło o 12:53 UTC do portu dokującego na module Harmony.
Statek Cygnus pozostał zadokowany do ISS przez prawie miesiąc, po czym został odcumowany 15 sierpnia 2014 o 09:14 UTC, a następnie odciągnięty od stacji przez Canadarm2. Mechaniczne ramię stacji uwolniło Cygnusa o 10:40 UTC i statek zaczął oddalać się od ISS. Dwa dni później dokonano jego kontrolowanej deorbitacji, w wyniku czego Cygnus S.S. Janice Voss ok. 13:22 UTC spłonął w atmosferze nad Południowym Pacyfikiem.

## Ładunek
Na pokładzie Cygnusa znajdowało się 1494 kg zaopatrzenia dla stacji ISS, w tym:
- 764 kg zaopatrzenia dla załogi (m.in. pożywienie i środki higieniczne),
- 355 kg środków potrzebnych do sprawnego funkcjonowania stacji (m.in. urządzenia do systemów: zaopatrzenia stacji w energię elektryczną i kontroli temperatury na pokładzie ISS),
- 327 kg materiału do badań i eksperymentów (m.in. materiał badawczy do programu badań nad organizmem ludzkim),
- 8,2 kg urządzeń elektronicznych (m.in. urządzenia audiowizualne i fotograficzne oraz do przechowywania danych).

Cygnus S.S. Janice Voss zabrał ze sobą również serię satelitów typu CubeSat, w tym:
- 28 satelitów Flock 1b służących do wykonywania zdjęć powierzchni Ziemi,
- TechEdSat-4, który jest demonstratorem nowych technik komunikacji z satelitami, a jednocześnie testem możliwości powrotu na Ziemię niewielkich próbek z eksperymentów naukowych przeprowadzonych na orbicie.
- Lambdasat – pierwszego satelitę zbudowanego przez Greków[4].

Przed odcumowaniem Cygnusa S.S. Janice Voss od ISS został on wypełniony ok. 1470 kg śmieci i niepotrzebnymi rzeczami, które później razem z nim spaliły się podczas wchodzenia statku do atmosfery.

## Galeria

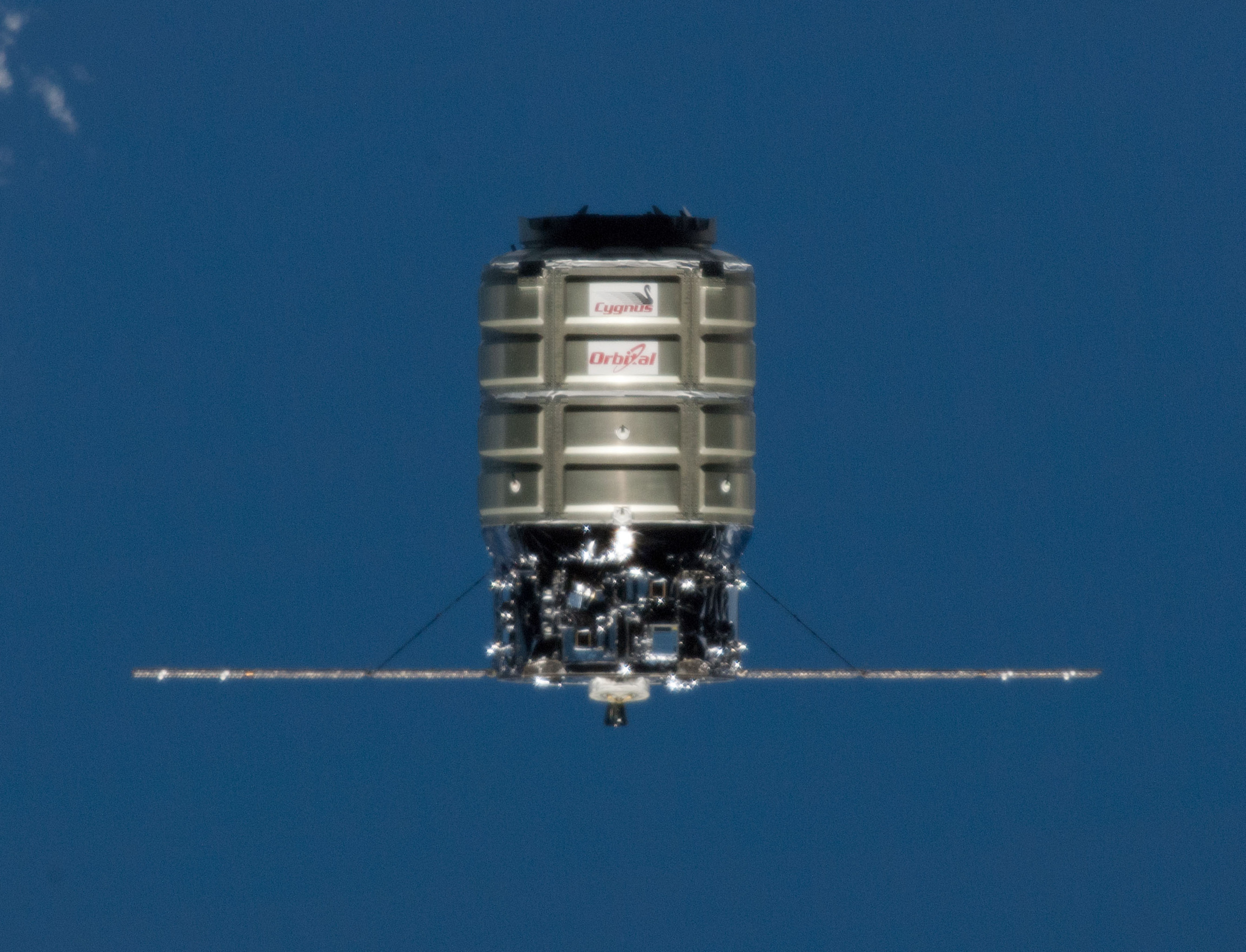
Cygnus S.S. Janice Voss na niskiej orbicie okołoziemskiej (zdjęcie wykonane z ISS)
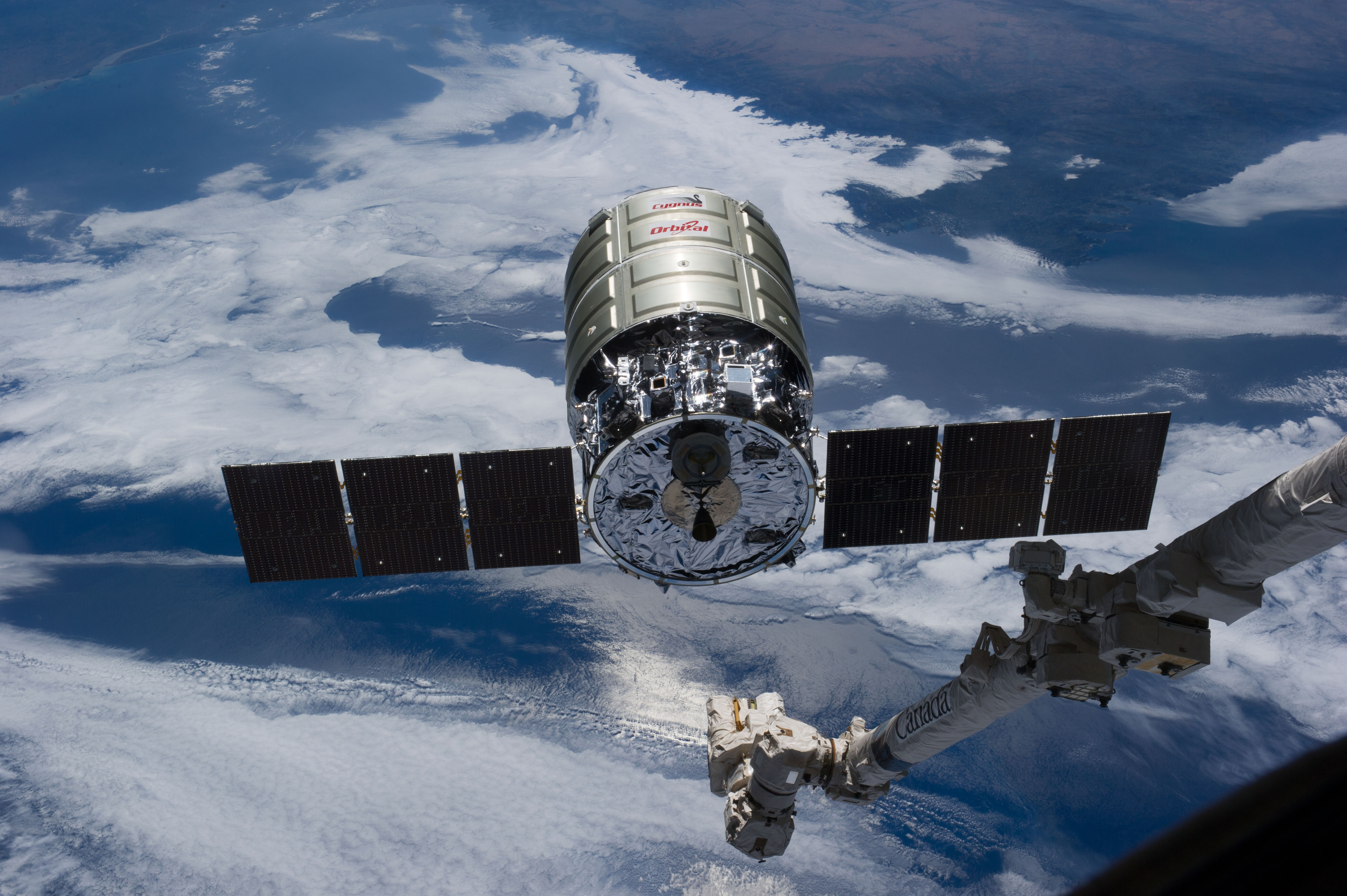
Cygnus S.S. Janice Voss przed uchwyceniem go przez Canadarm2
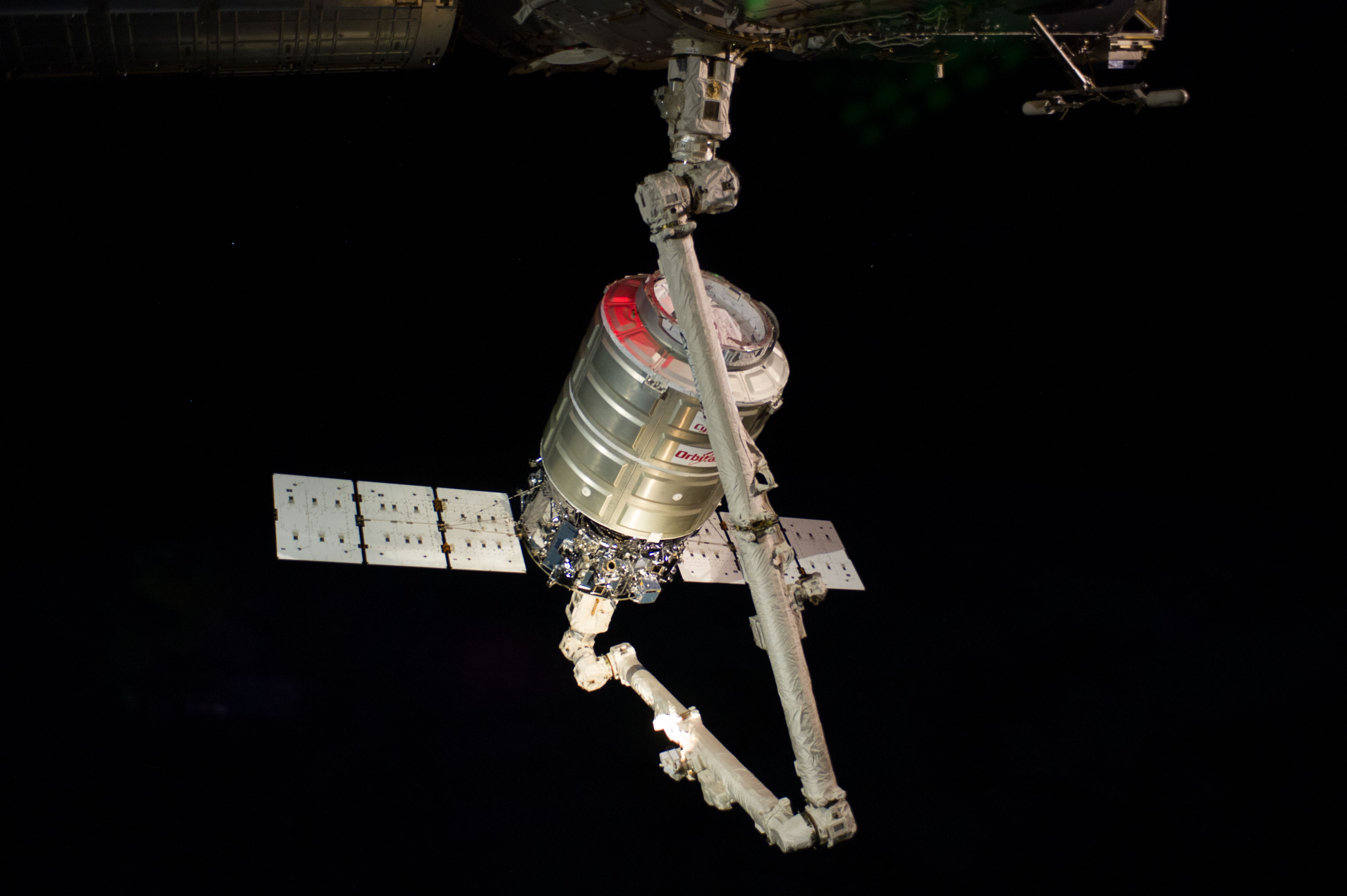
Cygnus S.S. Janice Voss przyciągany do stacji przez Canadarm2
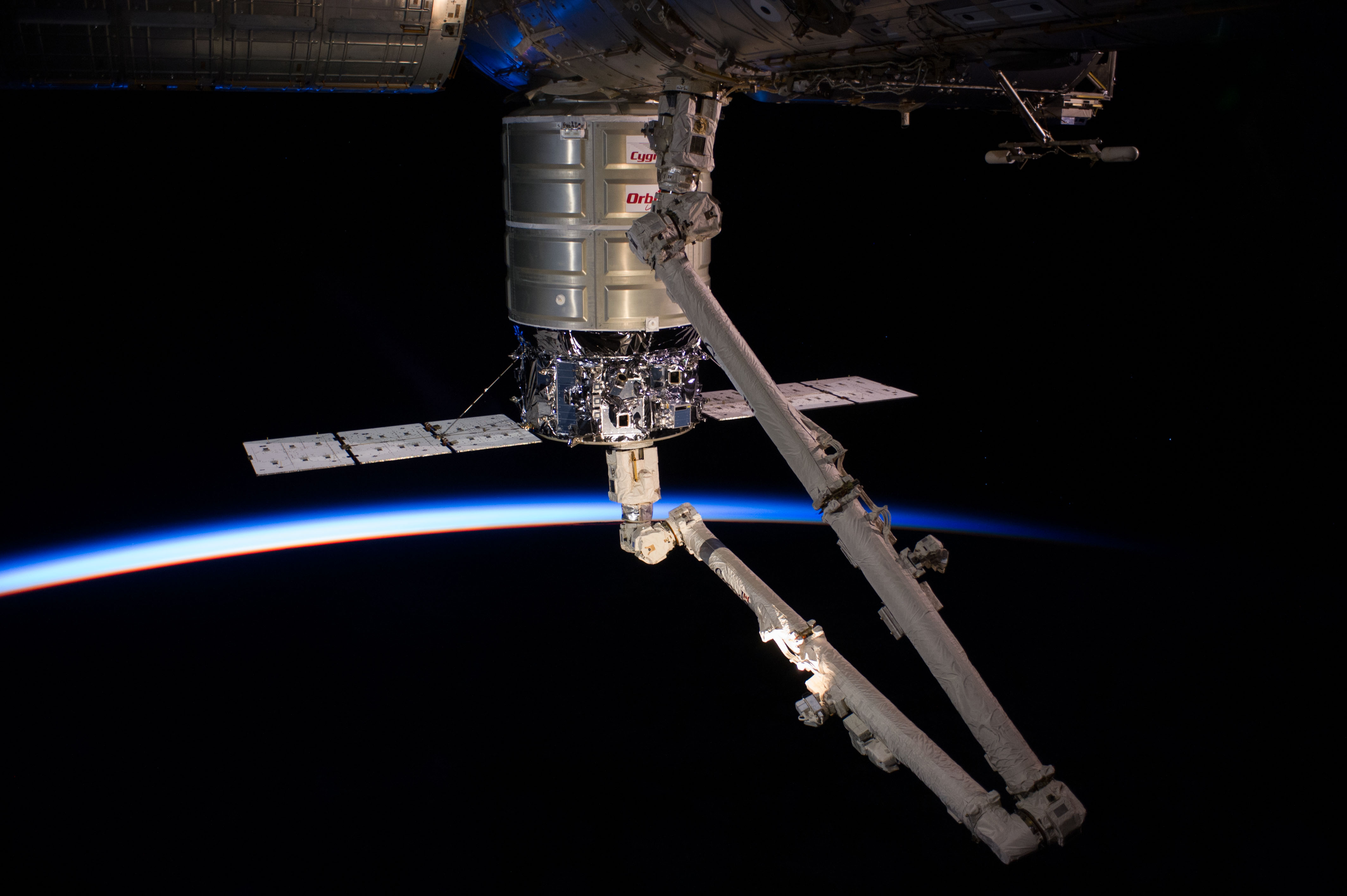
Cygnus S.S. Janice Voss zadokowany do portu cumowniczego w module Harmony
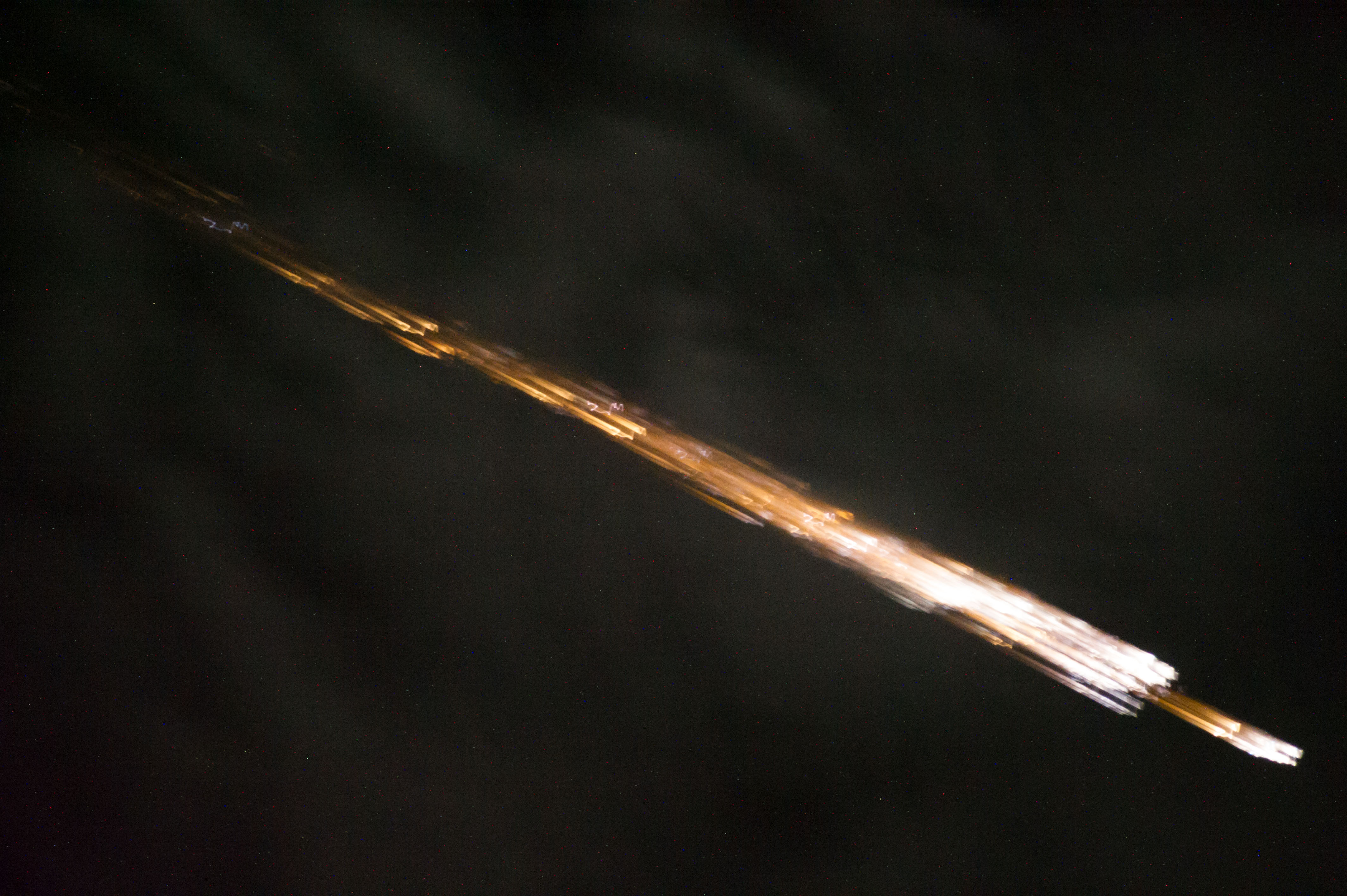
Cygnus S.S. Janice Voss rozpada się i spala podczas wchodzenia w atmosferę po kontrolowanej deorbitacji (zdjęcie wykonane z ISS)